# Рогожкин, Вячеслав Вячеславович
Вячеслав Вячеславович Рогожкин (род. 25 июня 1966 года в Тамбове) — российский сценарист, режиссёр и продюсер. По образованию — историк.
В 1988—1999 годах работал в газетах и на телевидении.

## Творческая биография
Кинематографический этап в жизни Вячеслава Рогожкина начался в 2000 году, когда в российской глубинке он наткнулся на заброшенную деревню, в которой жили шесть женщин и 92-летний старик. Так появился сценарий, по которому режиссёр Сергей Полянский снял фильм «Русские бабы».
В следующем фильме — «Парижане» (2006) — Рогожкин выступил не только как автор сценария, но и как продюсер. На роль селянина Кувалдина он пригласил Пьера Ришара, а футболисты московского клуба «Спартак» сыграли в картине самих себя.
В 2008-м на Первом канале состоялась премьера сериала «Воротилы» по сценарию Рогожкина. Фильм-сага заинтересовал книгоиздателей, и в том же году сразу два издательства — «АСТ» и «Астрель» — выпустили одноимённый кинороман.
В 2009-м в фильмографии Рогожкина появился сериал «Большая нефть». Режиссёр Дмитрий Черкасов, снявший эту телесагу, в интервью «Комсомольской правде» объяснял замысел так: «Когда мы со сценаристом Славой Рогожкиным собирали эту историю, в первую очередь хотели показать дух 60-х годов. Но главное, что там есть детские воспоминания многих из нас, ощущение эпохи. Она была очень романтичной по духу. Песни Окуджавы и Высоцкого под гитару, туристические поездки, новые фильмы в кинотеатрах. C Запада пришла мода на «Битлз» и рок-н-ролл. Живая эпоха была, живая».
Весьма резонансным стал сериал «Охотники за бриллиантами», показанный в 2011-м на Первом канале. Сюжетная линия, связанная с ограблением квартиры вдовы писателя Алексея Толстого, вызвала много вопросов у зрителей, и сценарист Рогожкин объяснял на страницах «Комсомольской правды», что «это не документальная, а художественная история. Мы использовали не одно, а около десяти уголовных дел того времени, связанных с кражей драгоценностей».
В 2012 году фильм «Охотники за бриллиантами» вошёл в шорт-лист национальной кинопремии «Золотой орёл» в номинации «Лучший телефильм или мини-сериал (до 10 серий включительно)».
Ряд дискуссий в СМИ состоялся и после выхода осенью 2013-го телесериала «Крик совы» по сценарию Рогожкина. Так, фильм обсуждался на радиостанции «Эхо Москвы», и журналист Арина Бородина поставила в заслугу сценаристу то, что «интрига идет до конца, злодея ищут и все концы связаны». Журналист «Литературной газеты» Александр Кондрашов отметил в рецензии, что "сюжет детектива закручен так плотно, что кажется даже, что перекручен, не без несуразностей, но пахнуло пушкинским: «истиной страстей, правдоподобием чувствований в предполагаемых обстоятельствах. Обстоятельства предположили сценарист Вячеслав Рогожкин, режиссёр Олег Погодин и продюсер Олег Газе». Корреспондент издания «Газета. Ru» Дмитрий Черемнов назвал картину «своеобразной „Ликвидация-light“: зарисовкой эпохи на примере небольшого города в глубинке».
В марте 2014 года за фильм «Крик совы» Вячеслав Рогожкин получил премию Ассоциации продюсеров кино и телевидения в номинации «Лучшая сценарная работа».

## Фильмография
- 2003 — «Русские бабы». На экранах с 2004 года.
- 2006 — «Парижане». На экранах с 2010 года.
- 2008 — «Воротилы». Премьера состоялась в марте 2009 года на Первом канале.
- 2008 — «Воротилы. Быть вместе» (при участии Д. Черкасова). Премьера состоялась в марте 2009 года на Первом канале.
- 2009 — «Большая нефть» (при участии Д. Черкасова). Премьера состоялась в июле 2010 года на Первом канале.
- 2010 — «Знаки судьбы». Премьера состоялась в мае 2010 года на телеканале НТВ.
- 2010 — «Знаки судьбы-2». Премьера состоялась в мае 2011 года на телеканале НТВ.
- 2010 — «Небо в огне» (совместно с А. Марутяном, Е. Поляковой, И. Тер-Карапетовым, Т. Курбаналиевым). Премьера состоялась на телеканале НТВ.
- 2011 — «Охотники за бриллиантами» (совместно с Д. Черкасовым и А. Магомедовым). Премьера состоялась в сентябре 2011 года на Первом канале.
- 2012 — «Клуши». Премьера состоялась в сентябре 2012 года на телеканале TV1000 Русское кино.
- 2012 — «Мой Капитан» (при участии А. Карпиловского и Е. Цвентух). Премьера состоялась в апреле 2012 года на телеканале 1+1.
- 2012 — «Отдам котят в хорошие руки» (совместно с В. Тартаковским). Премьера состоялась в январе 2012 года на Первом канале.
- 2012 — «Степные дети». Премьера состоялась в апреле 2012 года на Первом канале.
- 2013 — «Городские шпионы» (совместно с Н. Ивановым, при участии Д. Черкасова). Премьера состоялась в октябре 2013 года на телеканале 2+2.
- 2013 — «Крик совы» (при участии Олега Погодина). Премьера состоялась на Первом канале в ноябре 2013 года.
- 2013 — «Вверх тормашками» (автор идеи). Премьера состоялась в мае 2013 года на телеканале ТРК.
- 2014 — «Прошу поверить мне на слово».
- 2014 — «Старшая дочь» (при участии А. Иванчиковой).
- 2015 — «Плакучая ива».

## В производстве
- 2022 — «Высшая мера».